# Zimmerbach
Zimmerbach – miejscowość i gmina we Francji, w regionie Grand Est, w departamencie Górny Ren.
Według danych na rok 1990 gminę zamieszkiwało 709 osób, a gęstość zaludnienia wynosiła 314 osób/km² (wśród 903 gmin Alzacji Zimmerbach plasuje się na 356. miejscu pod względem liczby ludności, natomiast pod względem powierzchni na miejscu 659.).